# 當別町
當別町（日语：／ Tōbetsu chō */?）是位于北海道石狩振興局北部的城鎮，轄區呈南北細長的形狀。北部為山地，石狩川的支流當別川流經青山水庫並向南流至石狩平原；南部則為平原。城鎮中心位於江別市北側的當別站和札幌市北區的太美站附近。當地自然資源豐富，主要產業為農業和林業，盛產鮮花和稻米。稻米產量在石狩支廳排名列前茅，而切花的產值在北海道内排名第一。
町名源自阿伊努語的「to-pet」，意思是來自沼澤的河川。

## 歷史
- 1871年：仙台藩岩出山領主伊達邦直的家臣帶領移民團來到此地進行開墾。[2]
- 1902年4月1日：當別村成為北海道二級村。
- 1907年4月1日：成為北海道一級村。
- 1947年7月1日：改制為當別町。

## 交通

### 鐵路
- 北海道旅客鐵道
  - 札沼線：太美車站 - 當別車站 - 北海道醫療大學車站-石狩金澤車站-本中小屋車站-中小屋車站（2020年廢除）

|  |  |  |  |

### 道路
| 一般國道 - 國道275號 - 國道337號 - 國道451號 主要地方道 - 北海道道11號月形厚田線 - 北海道道28號當別濱益港線 - 北海道道81號岩見澤石狩線 - 北海道道112號札幌當別線 | 道道 - 北海道道366號石狩當別停車場線 - 北海道道527號望來當別線 - 北海道道751號新篠津金澤線 - 北海道道887號中原金澤線 |

|  |  |

### 巴士
- 新篠津村營巴士
- 下段汽車

## 教育

### 大學
- 北海道醫療大學

### 高等學校
- 北海道當別高等學校 （页面存档备份，存于）

| - 當別町立當別中學校 - 當別町立西當別中學校 - 當別町立弁華別中學校 | - 當別町立當別小學校 - 當別町立中小屋小學校 - 當別町立西當別小學校 - 當別町立弁華別小學校 |

## 姊妹市・友好都市

### 日本
- 岩出山町（宮城縣玉造郡）：已於2006年3月31日合併為大崎市

### 海外
- 萊克桑德（英语：Leksand）（瑞典 達拉納省）

## 本地出身之名人
- 本庄陸男：作家
- 新居辰基：職業足球選手
- 池內友彥：職業足球選手
- 柳亭痴樂：落語家
- 佐佐木丸美：作家

## 外部連結
- （日語）當別花卉生產組合
- （日語）當別町商工會 （页面存档备份，存于）